# 38237 Рош
38237 Рош (38237 Roche) — астероїд головного поясу, відкритий 16 липня 1999 року.
Тіссеранів параметр щодо Юпітера — 3,520.
Названо на честь Едуара Альбера Роша (фр. Édouard Albert Roche; 1820—1883) — французького астронома, математика, відомого роботами в галузі небесної механіки